# Turzyca zaostrzona
Turzyca zaostrzona (Carex acuta L.) – gatunek byliny z rodziny ciborowatych (turzycowatych). Występuje w całej Europie oraz zachodniej i północnej Azji. W Polsce gatunek rodzimy, pospolity na całym obszarze.

## Morfologia

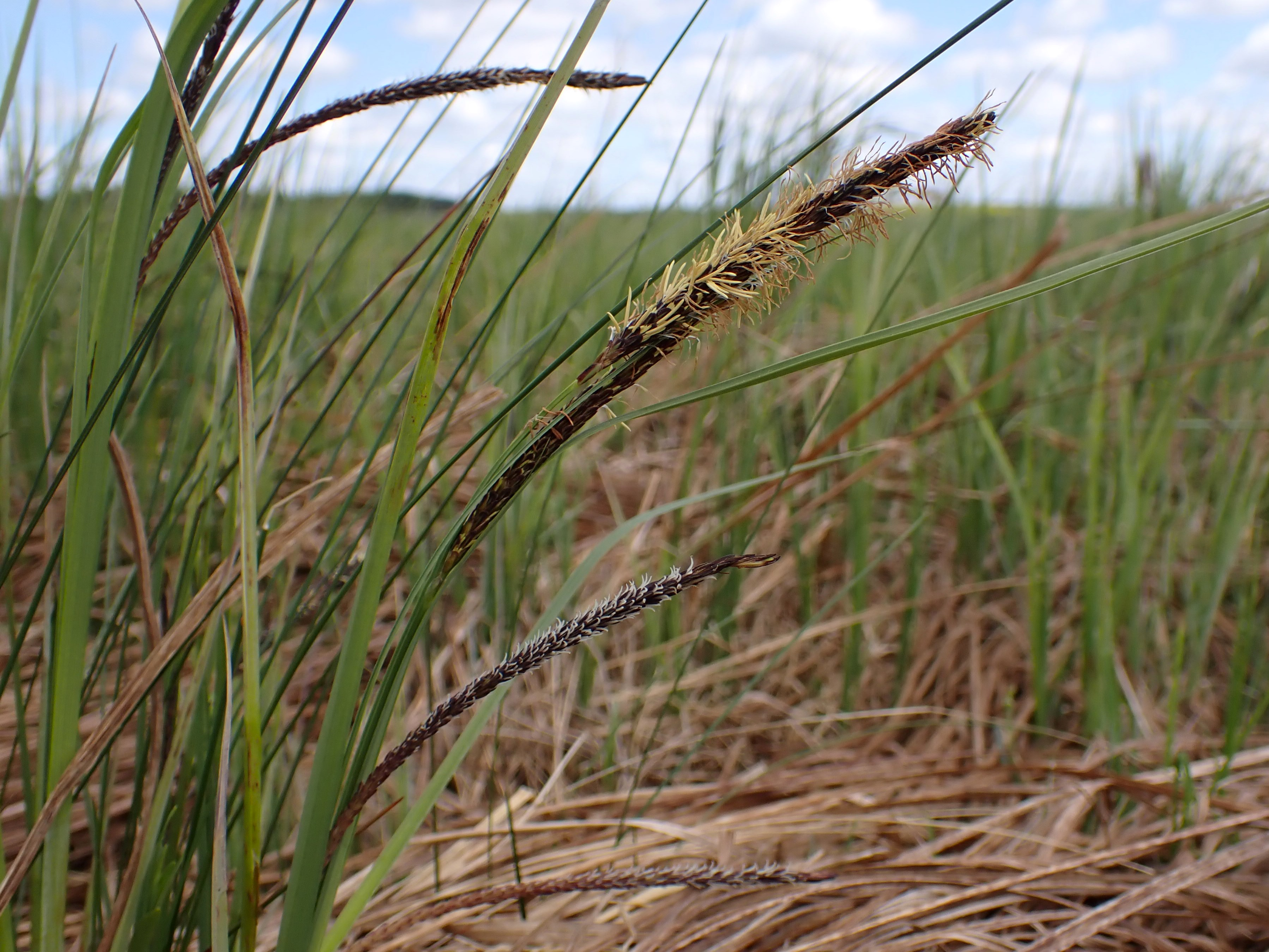
Kłosy z kwiatami

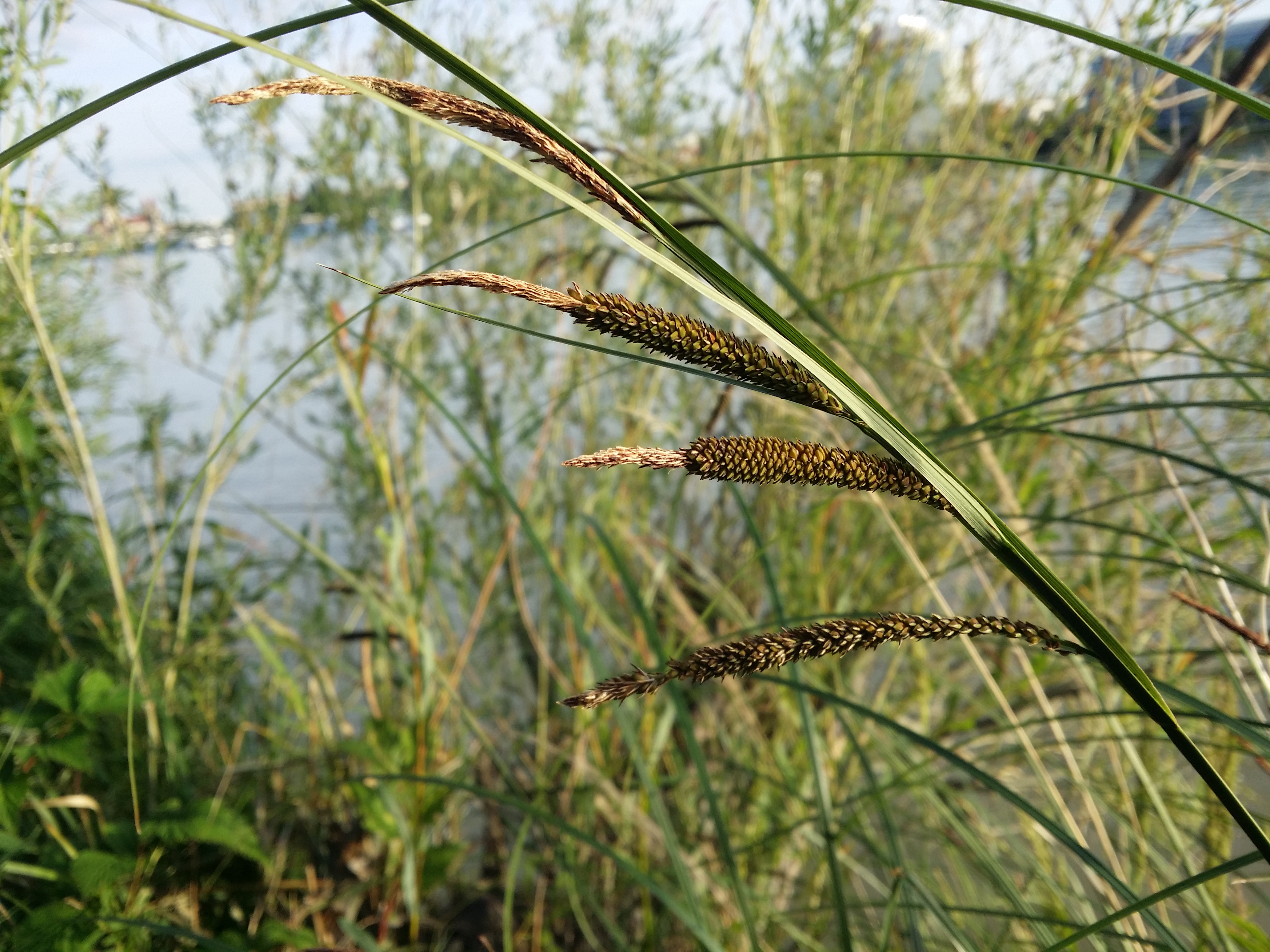
Kłosy z owocami

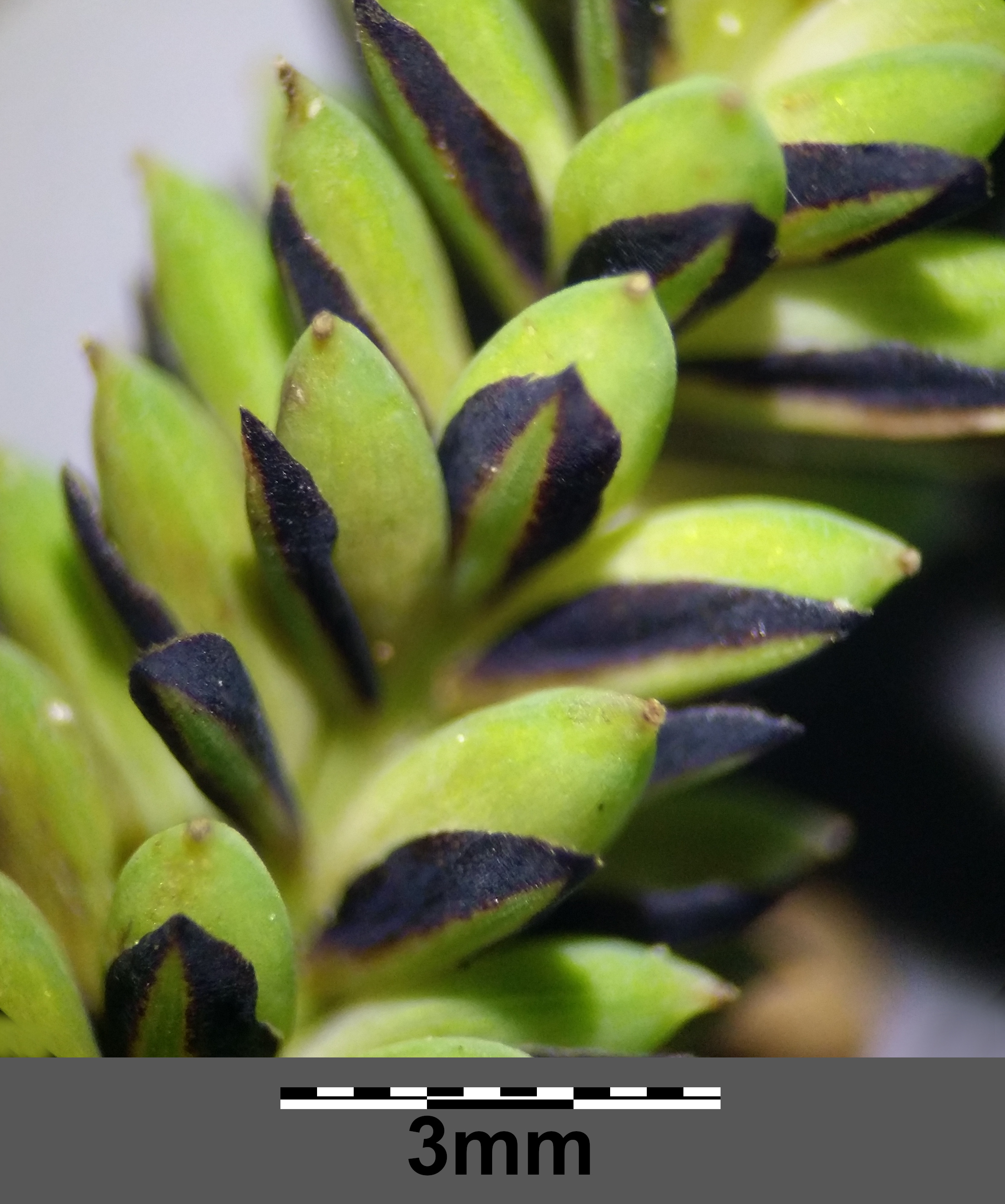
Owoce z przysadkami

PokrójRoślina zielna, bylina, wytwarzająca pełzające kłącze i podziemne rozłogi.
ŁodygaOstro trójkanciasta, tęga, górą szorstka, wysokości (30)50 – 120 cm, u dołu silnie ulistniona.
LiścieWierzchem zielone, błyszczące, spodem matowe i szarozielone o szerokości (3)5-10 mm, długie, niekiedy przewyższające łodygi kwiatostanowe. Pochwy liściowe o jasnobrunatnym zabarwieniu zazwyczaj purpurowo nabiegłe, strzępiące się błoniasto. Liście po wyschnięciu zwijają się na zewnątrz.
KwiatyRoślina jednopienna, kwiaty rozdzielnopłciowe, zebrane w kwiatostany - kłosy. Kłosy szczytowe męskie, od dwóch do czterech, długości 2-6(10) cm. Kwiaty męskie z trzema pręcikami. Kłosy żeńskie dolne, od trzech do pięciu, niekiedy do ośmiu, długości 3-10(15) cm, długowalcowate, zwisające na krótkich szypułkach. Kwiaty żeńskie z jednym słupkiem o dwóch znamionach. Ich przysadki jajowato lancetowate, zaostrzone, dłuższe od pęcherzyków - długości 3-5 mm, brązowe z zieloną środkową smugą. Przysadki kwiatów męskich podobne ale większe. Podsadki liściowate, dolna jasnozielona, szorstka, przewyższająca kwiatostan.
OwoceOrzeszek, długości 2, szerokości 1,5 mm, odwrotnie jajowaty, brązowy, ukryty w pęcherzyku. Pęcherzyki eliptyczne, zielone, później brunatniejące, brodawkowate, zazwyczaj z obu stron wypukłe, nieznacznie trójkanciaste, długości 2-3 i szerokości 1,5-2 mm, ze słabo widocznymi nerwami, posiadające krótki dzióbek.

## Ekologia
RozwójBylina, hydrofit. W Polsce kwitnie w maju i czerwcu.
SiedliskoZasiedla średnio mokre siedliska eutroficzne, na glebach mineralno-organicznych i torfowych. Występuje głównie na łąkach turzycowych w dolinach rzecznych, szuwarach i olsach.
FitocenozyW klasyfikacji zbiorowisk roślinnych gatunek charakterystyczny dla związku Magnocaricion oraz zespołu zespołu (Ass.) szuwaru turzycy zaostrzonej (Caricetum gracilis).
GenetykaSomatyczna liczba chromosomów 2n = 72-85, 92.